# جان بييرو بيريس
جان بييرو بيريس (بالإسبانية: Jean Piero Pérez) مواليد 7 مارس 1981 في فنزويلا، هو ملاكم محترف فنزويلي يصنف ضمن فئة وزن الذبابة.

## إحصائيات
خاض خلال مسيرته 22 نزالا، فاز في 18 وتعادل في 1 وخسر في 3. فاز بالضربة القاضية في 13 نزالا.

## روابط خارجية
- جان بييرو بيريس على موقع بوكس ريك (الإنجليزية) (registration required)